# Курарреуэ
Курарреуэ (исп. Curarrehue) — посёлок в Чили. Административный центр одноимённой коммуны. Население — 1862 человека (2002). Посёлок и коммуна входит в состав провинции Каутин и области Араукания.
Территория коммуны —  1170,7 км². Численность населения — 7358 жителей (2007). Плотность населения — 6,29 чел./км².

## Расположение
Посёлок расположен в 110 км на юго-восток от административного центра области города Темуко.
Коммуна граничит:
- на севере — c коммуной Мелипеуко
- на востоке — с провинцией Неукен (Аргентина)
- на юге — c провинцией Неукен (Аргентина)
- на юго-западе — c коммуной Пангипульи
- на западе — c коммунами Кунко, Пукон

## Демография
Согласно сведениям, собранным в ходе переписи Национальным институтом статистики,  население коммуны составляет 7358 человек, из которых 3917 мужчин и 3441 женщина.
Население коммуны составляет 0,79 % от общей численности населения области Араукания. 76,49 %  относится к сельскому населению и 23,51 % — городское население.